# Мечислав Млинарський
Мечислав Млинарський (пол. Mieczysław Młynarski, 17 травня 1956 — 20 червня 2025) — польський баскетболіст.
Учасник Олімпійських Ігор 1980 року.